# 9×19 мм Парабелум

Схематичне зображення набою 9×19 мм Парабелум

9×19 мм Парабелум — пістолетний унітарний патрон, розроблений в 1902 році німецьким зброярем Георгом Люгером під однойменний пістолет «Люгер-Парабелум». Також відомий під назвою 9×19 мм Люгер.

## Історія походження набою

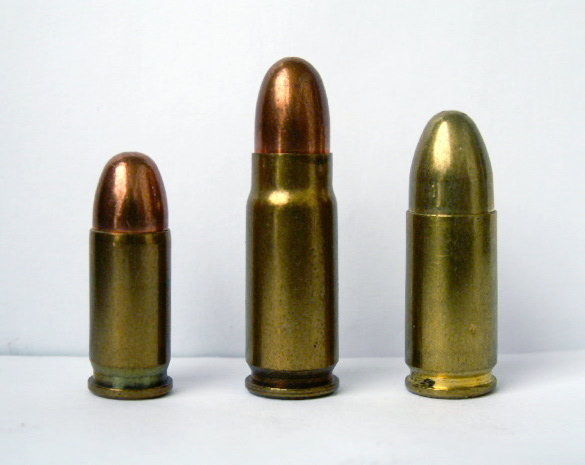
Патрони:
7,65 мм «Браунінг» (ліворуч),
7,62×25 мм ТТ (у центрі),
9×19 мм Парабелум (праворуч)

Назва походить від латинського прислів'я «Хочеш миру — готуйся до війни» (лат. Si vis pacem, para bellum). У 1904 році його прийняли на озброєння Імператорських військово-морських сил Німеччини, в 1908 — на озброєння німецької армії. По суті, цей патрон являє собою гільзу від набою калібру 7,65-мм, з'єднану з кулею патрона 9 мм. Спочатку куля мала конічну форму з плоскою головною частиною (у вигляді зрізаного конуса).
У 1915 році її замінили на кулю з оживальною головною частиною. Куля спочатку мала сталеву плаковану мельхіором оболонку із свинцевим сердечником. З 1917 року сталева оболонка кулі плакується томпаком. Після Другої світової патрон був прийнятий на озброєння в багатьох країнах світу, як стандартний патрон НАТО.
В даний час цей патрон є одним з найбільш поширених та масових 9-мм патронів для пістолетів і пістолетів-кулеметів, він випускається великою кількістю виробників у різних країнах світу. Існують варіанти зі сталевими і латунними гільзами, з кулями різних форм і матеріалів, включаючи пластикові.
Існує декілька версій цього патрона, які відрізняються потужністю та, відповідно, максимальним тиском у стволі. Це звичайний 9х19, так званий стандартний, 9мм+P з підвищеним тиском у стволі, 9мм+P+ із ще більшим тиском у стволі (звичайно використовується у службах охорони правопорядку) та 9мм НАТО, що стоїть на озброєні армій країн-учасників НАТО. Крім того існують спеціальні версії патронів для пістолет-кулеметів із ще більшим тиском у стволі. Використання патронів з підвищеним тиском у непризначеній для цього зброї не рекомендується, бо призводить до швидкого зносу механізмів та ризиковано розривом ствола. Використання патронів, призначених для пістолетів-кулеметів у пістолетах недопустимо.

## Порівняння боєприпасів НАТО
| Патрон            | Маса кулі, р | Швидкість кулі, м/с | Енергія кулі, Дж |
| ----------------- | ------------ | ------------------- | ---------------- |
| 7,62×51mm NATO    | 9,33         | 838                 | 3275             |
| 5,56×45 мм        | 3,95-5,18    | 772—945             | 1700—1830        |
| 9×19 мм Парабелум | 4,08-9,53    | 300—580             | 380—700          |